# Boeing C-17 Globemaster III
Boeing C-17 Globemaster III – ciężki wojskowy samolot transportowy produkowany przez Boeinga. Wchodzi on w skład wyposażenia USAF, RAF, Royal Australian Air Force, sił powietrznych NATO, Stanów Zjednoczonych, Bułgarii, Estonii, Węgier, Litwy, Holandii, Norwegii, Rumunii, Słowenii, Polski, Finlandii oraz Szwecji. Maszyna została również zakupiona przez Royal Canadian Air Force oraz Katar.

## Geneza

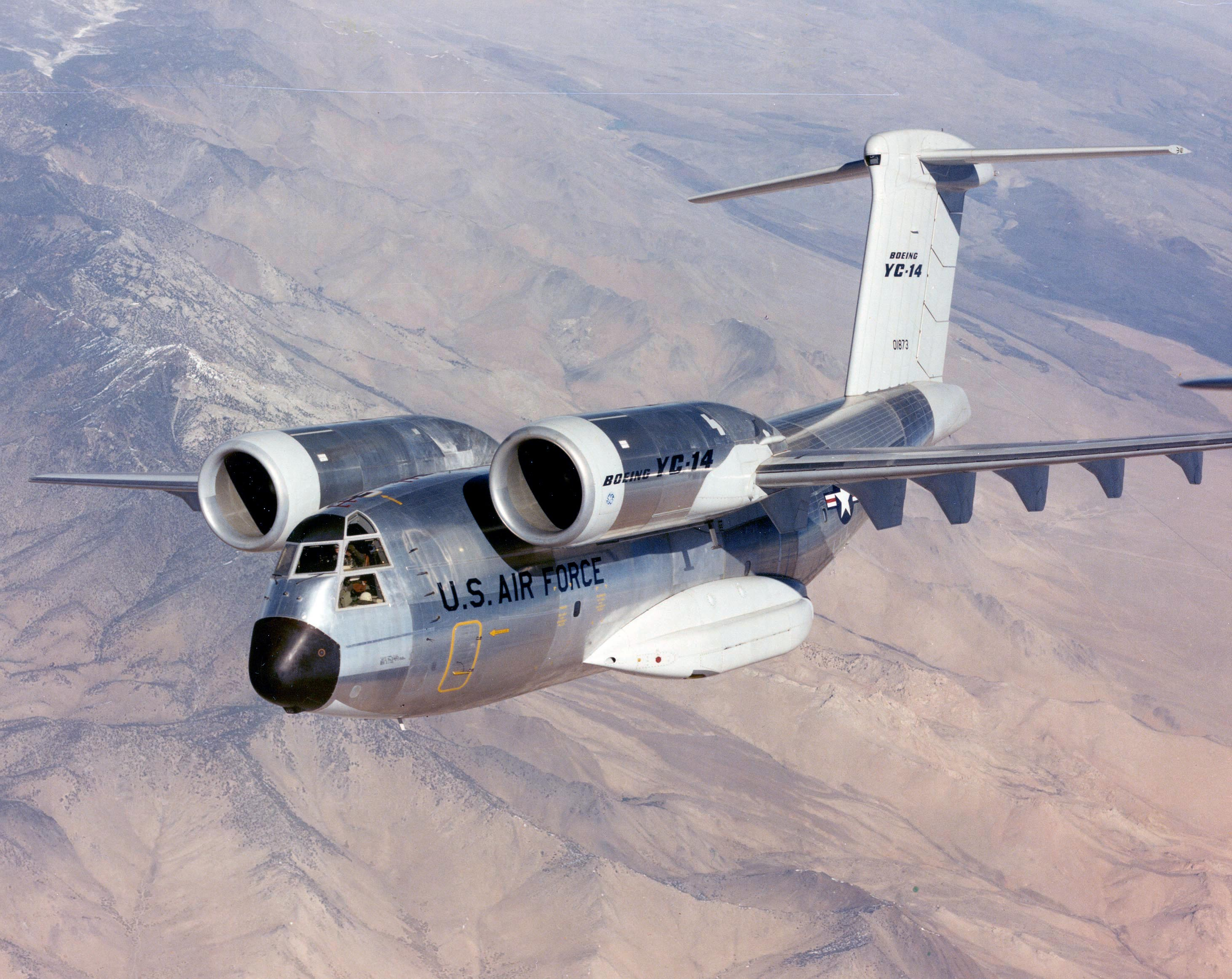
Boeing YC-14

Historia C-17 sięga końca lat 60. XX w., kiedy amerykańskie siły powietrzne rozpisały konkurs określany akronimem AMST (Advanced Medium STOL Transport), który miał wyłonić następcę używanego od 1956 samolotu Lockheed C-130 Hercules. Nowy samolot miał mieć możliwość przenoszenia o połowę więcej ładunku niż Hercules i posiadać właściwości STOL (Short Take-Off and Landing). Finałową dwójkę utworzyły maszyny Boeinga YC-14 oraz samolot McDonnell Douglas YC-15. Obie firmy otrzymały kontrakt na budowę dwóch prototypów. Próby gotowych samolotów rozpoczęły się w Edwards Air Force Base w 1975 (YC-15 w 75 r. a rok później YC-14). Obydwie maszyny spełniły stawiane przed nimi oczekiwania, ale to YC-15 zyskał większe uznanie. Jednak nim ogłoszono oficjalnie wyniki konkursu, w styczniu 1978 Departament Obrony Stanów Zjednoczonych ogłosił anulowanie całego programu. Powodem decyzji było szukanie oszczędności w budżecie a ofiarą tych samych cięć finansowych padł wówczas również bombowiec B-1A. Nie był to jednak koniec poszukiwań nowych samolotów transportowych przez US Air Force. Ówczesne Military Airlift Command (Dowództwo Lotnictwa Transportowego) potrzebowało nowej maszyny zdolnej wypełniać zadania stawiane lotnictwu transportowemu w ramach nowej doktryny wojennej. Krótko po anulowaniu konkursu AMST ogłoszono kolejny program znany jako C-X (Cargo-Experimental). Tym razem, zamiast zastępować C-130, nowy samolot miał je uzupełniać. W ramach nowej doktryny wojennej Stanów Zjednoczonych, zakładano, że w przypadku dużych konfliktów w Europie lub na Bliskim Wschodzie, stacjonujące w kontynentalnej części USA siły wojskowe, przerzucane będą samolotami w bezpośredni rejon konfliktu lub walk. Nowy samolot miał stanowić uzupełnienie maszyn Lockheed C-5 Galaxy i Lockheed C-141 Starlifter i wraz z C-130 przewozić wojsko wraz z wyposażeniem w bezpośrednie rejony walk, korzystając przy tym z lotnisk polowych, bez rozbudowanego zaplecza techniczno-logistycznego, narażonych na ataki z powietrza.

### Program C-X
W programie C-X zwiększono wymagania stawiane samolotom. Podwyższono maksymalną masę przewożonego ładunku, nowa maszyna miała być zdolna do startu z maksymalnym ładunkiem 75 734 kg, z wykorzystaniem pasa startowego o długości 2286 m i lotu na odległość 3862 km, zwiększono zasięg do przebazowania do 7908 km, zakładano zmniejszenie kosztów całego projektu dzięki szerokiemu użycie części dostępnych na rynku cywilnym oraz silników już certyfikowanych przez cywilną agencję Federal Aviation Administration, ograniczono liczbę członków załogi do trzech osób oraz zwiększono stopień niezawodności zakładając 18,6 h obsługi na jedną godzinę lotu. Oficjalne wymagania ogłoszone zostały 15 października 1980. Do walki stanęły Lockheed ze zmodyfikowanym C-5 i C-141, w którym chciano zastosować poszerzony kadłub oraz płat z bezpośrednim nadmuchem gazów z silników na szczelinowe klapy, Boeing ze zmodernizowanym YC-14 (powiększono kadłub oraz dodano trzeci silnik umieszczony nad kadłubem) oraz McDonnell Douglas z samolotem D-9000, który również był zmodyfikowaną wersją wcześniejszego YC-15. 28 sierpnia 1981 zwycięzcą konkursu ogłoszono McDonnella Douglasa i jego D-9000, który otrzymał wojskowe oznaczenia C-17. Doświadczenie firmy w budowie samolotów transportowych oraz wcześniejszy udział w programie AMST, pozwalał sądzić, iż wybór oferty tej firmy, obarczony będzie najmniejszym ryzykiem niepowodzenia oraz zmniejszy koszty całego przedsięwzięcia. Zakładano, że oblot maszyny odbędzie się w lipcu 1985, a w kolejnym roku samoloty znajdą się już na wyposażeniu jednostek liniowych i osiągną wstępną gotowość operacyjną. Planowano budowę 210 egzemplarzy. Naciski ze strony Lockheeda na zakup nowych samolotów C-5, decyzją Kongresu USA przesunęły przyznane już środki finansowe, w związku z tym cały program budowy C-17 został opóźniony o cztery lata.

## Budowa
Umowa na budowę prototypu oraz 210 maszyn seryjnych podpisana została 31 grudnia 1985. Zakładano, że w swój dziewiczy lot maszyna wzbije się w 1990. Pierwsze prace związane z nowym samolotem skupiły się na wyborze jednostki napędowej. Miały być to cywilne silniki Pratt & Whitney PW2037 przeznaczone dla samolotów Boeing 757 i Ił-96M. Wojskowa wersja silnika, oznaczona jako Pratt & Whitney PW2040 (wojskowe oznaczenie F117-PW-100) uzyskała certyfikat zdolności do lotu w 1987. Równolegle opracowywano cyfrowy system sterowania fly-by-wire. C-17 miał być drugą po Airbusie A320 maszyną nie bojową wyposażoną w tego typu układ. Podczas prac przy budowie pojawiły się problemy techniczne, których rezultatem był wzrost kosztów zakupu samolotu. Zastosowane rozwiązania zwiększyły masę maszyny, trudności sprawiał cyfrowy system sterowania, konsekwencją opóźnień było zmniejszenia zamówienia do 120 sztuk. Istniało również ryzyko, iż Kongres anuluje cały program. Wybudowano trzy prototypy oznaczone jako S-1, D-1 i T-1. Do prób w locie wybrano maszynę T-1 oraz pierwsze maszyny seryjne oznaczone jako P-1, P-2, P-3 i P-4. Po raz pierwszy w powietrze C-17 wzbił się 15 września 1991. Testy maszyn podczas lotu, sprawdzające zachowanie się samolotu w różnych warunkach klimatycznych, możliwości transportowania pojazdów i śmigłowców znajdujących się na wyposażeniu US Army, zrzuty ładunku, transportu i desantowania spadochroniarzy, trwały do 1995. Podczas próby obciążeniowej skrzydła prototypu, oznaczonego jako S-1, w październiku 1992 pękł płat przy dopuszczalnym obciążeniu wynoszącym 128% zamiast 150%. Zaowocowało to wzmocnieniem konstrukcji skrzydła, a tym samym kolejnym wzrostem masy samolotu. Otwarta tylna rampa ładunkowa zaburzała przepływ powietrza podczas lotu uniemożliwiając bezpieczny skok spadochroniarzy przez boczne drzwi zamontowane w kadłubie. Wzrost masy samolotu prowadził w konsekwencji do zmniejszenia zakładanego zasięgu samolotu. Na początku 1993 roku C-17 otrzymał oficjalną nazwę własną Globemaster III. Po zakończeniu wstępnej fazy testów w locie rozpoczęto badania niezawodności konstrukcji. C-17 latały po kontynentalnej części Stanów Zjednoczonych, do Wielkiej Brytanii, przewożąc na pokładzie żołnierzy i wyposażenie oraz korzystały z prowizorycznych lotnisk. Intensywna eksploatacja nie wpłynęła na awaryjność samolotu. Uzyskany stopień niezawodności samolotu wyniósł 99,2%. Podczas całego okresu badań samolotu w locie, C-17 ustanowił 22 rekordy dla tej klasy maszyn. Wśród nich rekord wysokości lotu z ładunkiem 70 ton – 9805 metrów i z ładunkiem 60 ton – 11 171 metrów. W 1997 firma McDonnell Douglas została przejęta przez Boeinga.
W 2008 Pentagon zdecydował o zaprzestaniu zakupów C-17, do 2012 zamówiono łącznie 223 sztuki. Do 2011 zdobyto zamówienia na 34 eksportowe C-17A. W związku z 18-miesięcznym cyklem produkcji i koniecznością wygaszenia linii montażowej, w 2013 Boeing sfinansował produkcję dodatkowych 12 sztuk. W 2013 dostarczono ostatniego Globemaster III dla USAF. 29 listopada 2015 zakłady Long Beach, Kalifornia opuścił ostatni 279. C-17 Globemaster III dla Kataru, sama linia została zamknięta w 2014
| 1991 | 1992 | 1993 | 1994 | 1995 | 1996 | 1997 | 1998 | 1999 | 2000 | 2001 | 2002 | 2003 | 2004 | 2005 | 2006 | 2007 | 2008 | 2009 | 2010 | 2011 | 2012 | 2013 | 2014 |
| ---- | ---- | ---- | ---- | ---- | ---- | ---- | ---- | ---- | ---- | ---- | ---- | ---- | ---- | ---- | ---- | ---- | ---- | ---- | ---- | ---- | ---- | ---- | ---- |
| 1    | 4    | 5    | 8    | 6    | 6    | 7    | 10   | 11   | 13   | 14   | 16   | 16   | 16   | 16   | 16   | 16   | 16   | 16   | 14   | 12   | 10   | 10   | 7    |

## Konstrukcja

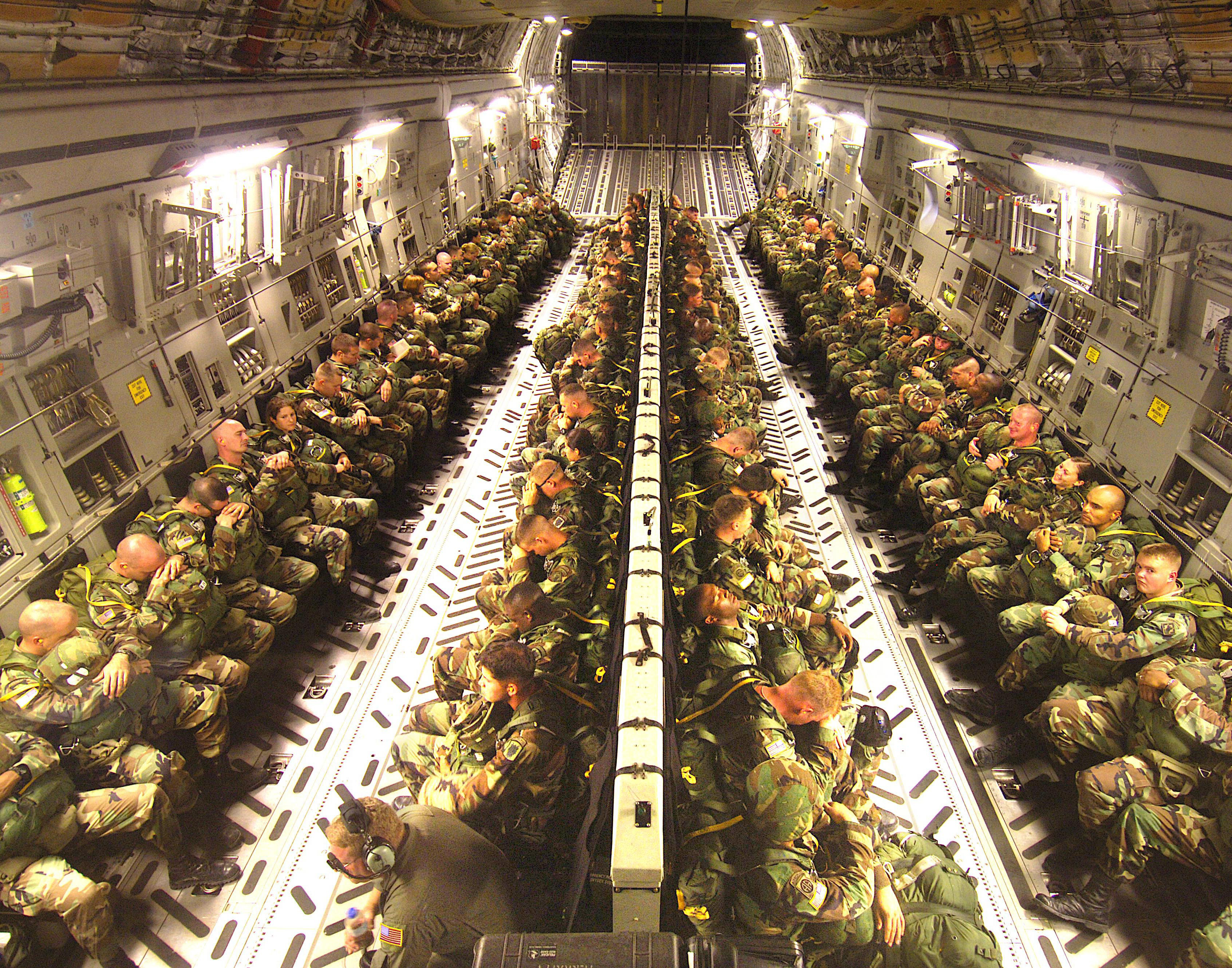
Amerykańscy spadochroniarze na pokładzie C-17

C-17 jest ciężkim, odrzutowym, wolnonośnym górnopłatem o właściwościach skróconego startu i lądowania, przeznaczonym do transportu strategicznego i taktycznego. Kadłub o konstrukcji półskorupowej, owalnym przekroju, hermetyzowanej kabinie pilotów i przestrzeni ładunkowej. Załoga składa się z dwóch pilotów i technika ładunku (loadmaster). Kabina ładunkowa o wymiarach 20,78 × 5,49 × 4,11 m (wysokość pod dźwigarem centropłata jest mniejsza-3,76 m) i całkowitej objętości 591,47 m³. Samolot może przewozić maksymalnie 134 żołnierzy lub 48 rannych na noszach, maksymalnie 77 519 kg ładunku. W tylnej części kadłuba po obu jego stronach znajdują się drzwi, przez które desantowani są spadochroniarze. Poza drzwiami desantowymi znajdują się jeszcze trzy pary wyjść awaryjnych. Maszyna wyposażona jest w instalację do pobierania paliwa w locie. Trzyczęściowe, dwudźwigarowe skrzydła zbudowane z aluminium zakończone wingletami o powierzchni 3,33 m² każdy. Centropłat o obrysie prostokątnym, końcówki płata o obrysie trapezowym ze skosem na krawędzi natarcia wynoszącym 25° i ujemnym wzniosie. W skrzydłach zamontowanych jest pięć integralnych zbiorników paliwa o pojemności 102 297 litrów (pierwszych 70 egzemplarzy seryjnych posiada tylko cztery zbiorniki w skrzydłach). Skrzydła zaopatrzone są w skrzela na krawędzi natarcia, szczelinowe klapy Fowlera oraz lotki. Usterzenie klasyczne w kształcie litery T. Powierzchnia statecznika pionowego wynosi 78,5 m² a poziomego 63,7 m². Podwozie chowane trójpodporowe z przednim podparciem, przednie do wnęki w kadłubie, główne do przykadłubowych sponsonów. Podwozie przednie składa się z dwukołowego zespołu sterowanego przez pilotów. Podwozie główne składa się z czterech zespołów trójkołowych wózków, umieszczonych po dwa po obydwu stronach kadłuba. Podwozie umożliwia lądowanie na lotniskach o słabo utwardzonych pasach z dość dużą prędkością opadania – 4,57 m/s (jak dla wartości uzyskiwanych przez samoloty transportowe) jednak z uwagi na brak systemu centralnego pompowania kół podczas lotu, C-17 nie może obniżyć przed lądowaniem ciśnienia panującego w kołach a tym samym nie może operować z lotnisk pustynnych, plaż i lądowisk o gruntowej nawierzchni. Cztery dwuprzepływowe silniki turbowentylatorowe z ułatwiającym manewrowanie na ziemi odwracaczem ciągu zamontowane na pylonach pod skrzydłami. Cyfrowe sterowanie z wykorzystaniem układu Fly-by-wire opracowanym przez firmy General Electric i General Dynamic. Układy obronne samolotu składają się z systemu ostrzegania o pociskach rakietowych ziemia powietrze (ATK AN/AAR-47) oraz wyrzutni pułapek termicznych (AN/ALE-47). W 2007 rozpoczęto instalację systemu opracowanego przez Northrop Grumman, zapewniającego automatyzację procesu obrony samolotu przed pociskami rakietowymi (AN/AAQ-24 (V) NEMESIS). Podczas działań nad Bośnią w 1995 opancerzono kabinę załogi kevlarowymi i ceramicznymi płytami, zapewniającymi ochronę przed bronią małokalibrową. Opancerzenie może być demontowane przed lotami niewymagającymi takiej ochrony.

## Wersje
- C-17A – wersja podstawowa, prototypy oraz pierwszych 70 egzemplarzy seryjnych.
- C-17A ER – od 71 egzemplarza seryjnego (o numerze 00-0171) w centropłacie samolotu zaczęto montować, dodatkowy, piąty zbiornik na paliwo zwiększający zasięg samolotu o około 1500 km.
- MD-17 (BC-17X) – projektowana wersja cywilna, nie doszło do realizacji projektu.
- C-17B – niezrealizowana wersja z silnikami Pratt & Whitney F117 o zwiększonym ciągu. Proponowane było umieszczenie systemu centralnego pompowania kół, dającego możliwość operowania samolotom z lotnisk o gruntowej nawierzchni, zaawansowanych systemów samoobrony i nawigacji.

## Strategic Airlift Capability initiative

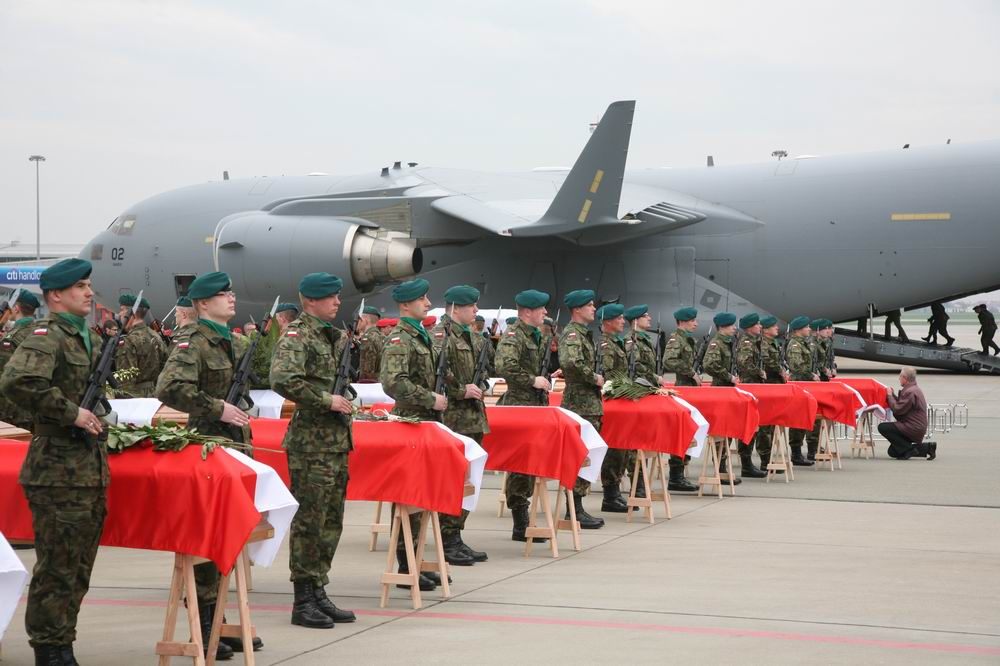
C-17 na Okęciu 14 kwietnia 2010 tuż po dostarczeniu ofiar katastrofy smoleńskiej

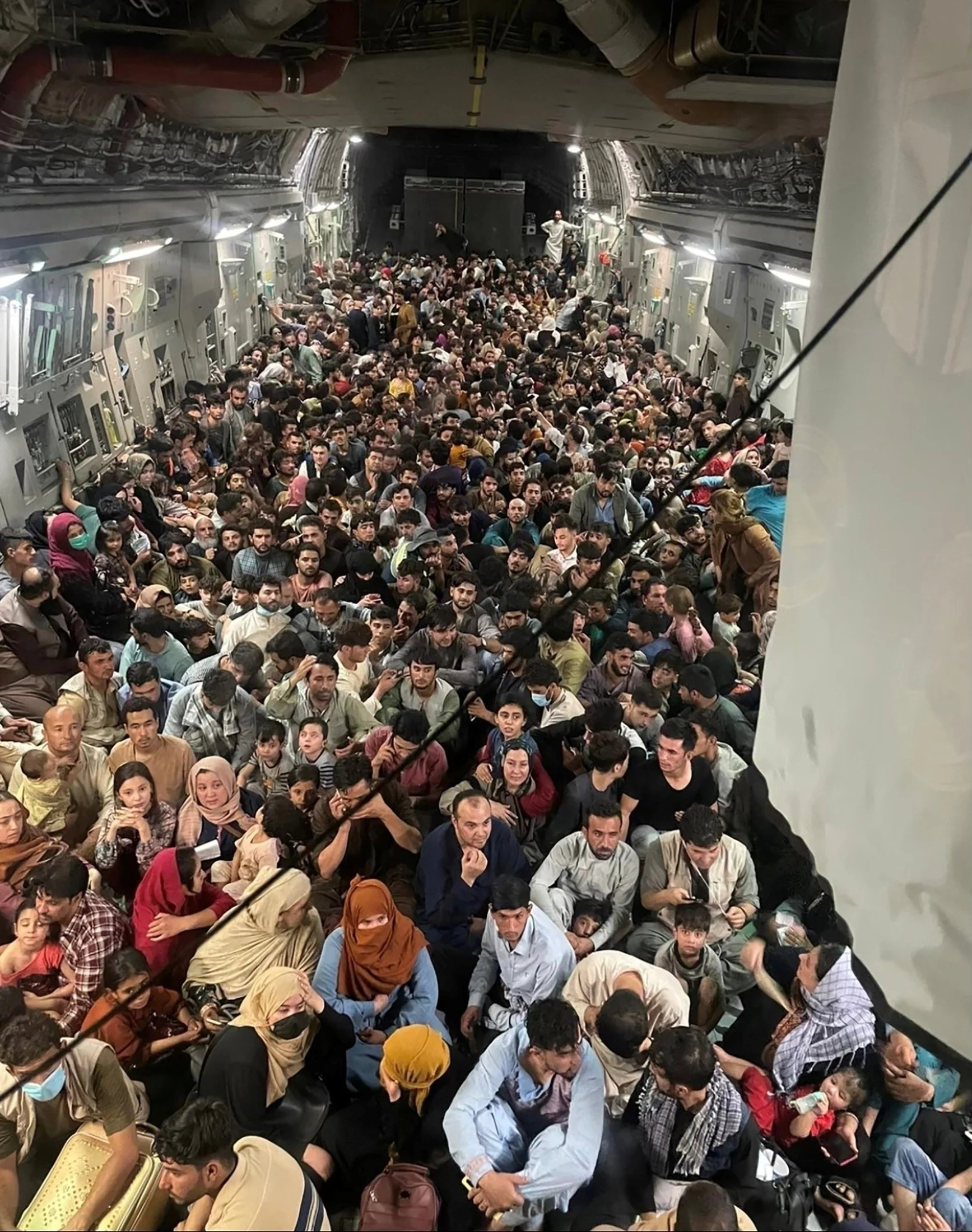
15 sierpnia 2021 – wnętrze Globemastera III z 823 pasażerami na pokładzie ewakuowanymi z Kabulu

Zwiększające się zaangażowanie sił powietrznych państw Unii Europejskiej na arenie międzynarodowej, zarówno w operacjach militarnych, jak również niesieniu pomocy humanitarnej, zmusiło państwa NATO do szukania rozwiązania mającego zwiększyć możliwość transportu lotniczego w oparciu o zakup samolotów C-17. W sierpniu 2006 piętnaście państw NATO oraz Szwecja podpisało list intencyjny z firmą Boeing, umożliwiający podjęcie negocjacji w sprawie zakupu trzech maszyn C-17. Dzięki rozłożeniu kosztów zakupu, szkolenia załóg, kosztów eksploatacji i części zamiennych na państwa uczestniczące w programie ich finansowanie leży w granicach możliwości wszystkich partycypujących. Uczestnictwo w programie Stanów Zjednoczonych, posiadających własną flotę C-17 jest wynikiem polityki amerykańskiej, wspierającej rozwój transportu lotniczego swoich sojuszników, jak również elementem wspierającym własny przemysł lotniczy. Wśród proponowanych baz lotniczych, zgłoszonych jako miejsce stacjonowania transportowców znalazło się lotnisko w Powidzu jednak z powodu braków w infrastrukturze mającej wspierać obsługę C-17 polska propozycja została odrzucona. Ostatecznie wybrano węgierską bazę Pápa. 27 lipca 2009 ceremonią w bazie lotniczej Pápa na Węgrzech zainicjowano działalność Skrzydła Ciężkiego Transportu Powietrznego (Heavy Airlift Wing – HAW) w ramach programu Strategic Airlift Capability (SAC) NATO. Uroczystość połączona była z przybyciem do bazy Pápa pierwszego z zamówionych w Boeing trzech samolotów. Noszą one symbole Magyar Légierő, nazwę bazy (PÁPA) i skrót SAC. Program zarządzany jest przez NATO Airlift Management Agency (NAMA), zaś samoloty zakupione zostały przez grupę 12 państw, w tym Polskę, do wspólnego użytku w ramach NATO. Obok Polski, w programie uczestniczą Bułgaria, Estonia, Węgry, Litwa, Holandia, Norwegia, Rumunia, Słowenia oraz Stany Zjednoczone. Dodatkowymi partnerami są Finlandia oraz Szwecja. Polsce jako członkowi programu – przysługuje prawo do wykorzystania samolotów przez 150 godzin rocznie. 12 lutego 2010 samoloty SAC osiągnęły nalot wynoszący 1000 godzin, zdarzenie to miało miejsce podczas lotu jednego z Boeingów z Kabulu do bazy na Węgrzech. Od chwili rozpoczęcia swojej działalności do lutego 2010 samoloty wykonały 65 misji, przewożąc 1700 osób i około 1950 ton ładunków, latając do Afganistanu, Iraku i Haiti.
Samoloty te prowadziły regularne dostawy sprzętu i ekwipunku dla polskich żołnierzy w Iraku w czasie II wojny w Zatoce Perskiej i po niej, stanowiąc most powietrzny Wrocław–Bagdad.
Samolot ten można było zobaczyć na Okęciu 14 i 15 kwietnia 2010 r., gdy dwukrotnie przywiezione zostały trumny 30 oraz 34 osób tragicznie zmarłych w katastrofie polskiego samolotu Tu-154M w Smoleńsku. C17 użyto do przetransportowania ciała królowej Elżbiety II z Edynburga do Londynu przed jej pogrzebem w 2022 roku, na co monarchini sama wyraziła wcześniej zgodę. 
W sierpniu 2021 roku podczas ewakuacji z Kabulu C-17A o numerze 01-0186 (RCH871) ustanowił rekord liczby osób przewiezionych jednorazowo w Globemasterze. Maszyna zabrała na pokład 823 ludzi, podczas gdy samolot tego typu normalnie jest przeznaczony do przewozu 150 osób. Tym razem odstąpiono od reguły zajęcia krzesełek i zapinania pasów. Ludzi rozmieszczono na podłodze ładowni w największym możliwym zagęszczeniu, a jedyne zabezpieczenie stanowiły rozciągnięte w poprzek pasy, których można się było przytrzymać.